# Man-Chung Tang
Man-Chung Tang (chinesisch 鄧文中 / 邓文中, Pinyin Dèng Wénzhōng, Jyutping Dang6 Man4zung1, kantonesisch Tang Man-Chung; * 1938 in Zhaoqing, Republik China) ist ein chinesisch-US-amerikanischer Bauingenieur, bekannt für Brückenbau.

## Biografie
Tang wurde in der Provinz Kanton geboren und von seiner Familie nach Hongkong geschickt, um die Bürgerkriegswirren zu überstehen. Er studierte am Chu Hai College of Higher Education (珠海學院) in Hongkong mit dem Abschluss 1959 und (mit einem deutschen Stipendium) an der TH Darmstadt mit dem Diplom 1963 und der Promotion 1965. Danach war er bei der Gutehoffnungshütte in Oberhausen, wo er Erfahrung mit Schrägseilbrücken aus Stahl erwirbt, und ab 1968 war er in New York, beim Ingenieurbüro Severud und bei Dywidag in der Zweigstelle New York (als Chefingenieur und Vizepräsident). 1978 gründete er sein eigenes Ingenieurbüro (DRC Consultants, für Design, Research, Construction), 1983 ein weiteres (Contech) und 1994 DRC in Chongqing. 1995 fusioniert DRC mit T. Y. Lin in San Francisco zu T. Y. Lin International mit Tang als Vorsitzendem. DRC wird die Zweigstelle in China, wo ein Brückenbau-Boom in den 1990er Jahren begann.
Er ist Vorsitzender des Ingenieurbüros T. Y. Lin International (TYLI) in San Francisco, gegründet 1954 vom Brückenbauer Tung-Yen Lin. 
Er war Präsident des American Segmental Bridge Institute (deren Leadership Award er 1995 erhielt) und war Vorsitzender des ASCE Komitees für Hängebrücken.
1989 bis 1995 war er Adjunct Professor an der Columbia University.

## Ehrungen
1995 wurde er Mitglied der National Academy of Engineering. 2018 wurde er korrespondierendes Mitglied der Royal Society of Edinburgh. 2013 erhielt er die Goldmedaille der Institution of Structural Engineers und 2010 den International Award of Merit der IABSE und den Outstanding Projects And Leaders (OPAL) Award der ASCE, deren Ehrenmitglied er ist. 2000 wurde er auswärtiges Mitglied der Chinese Academy of Engineering und 2008 den chinesischen Friendship Award. Er ist Ehrendoktor der Universität Kassel.

## Brücken
Er war an über 100 großen Brückenprojekten weltweit beteiligt, darunter:
- Shibanpo Yangtze River Bridge
- Caiyuanba-Brücke (2007)
- Yangpu-Brücke
- Sunshine Skyway Bridge
- Sidney Lanier Bridge, Brunswick, Georgia
- Talmadge Memorial Bridge, Savannah, Georgia
- Neubau der Bay Bridge
- Sanhao Bridge, Shenyang
- Dames Point Bridge, Jacksonville
- Chesapeake Bay und Delaware Canal Bridge
- zweite Jangtsekiang-Brücke in Nanjing (Schrägseilbrücke)
- Seohae Grand Bridge, Südkorea
- Ponte 25 de Abril, Lissabon
- Penang Bridge, Malaysia
- Glebe Island Bridge, Sydney
- Kipapa Stream Bridge, Oahu, Hawaii
- H3 Windward Viaduct, Oahu
- Parrots Ferry Bridge, Kalifornien
- ALRT Skytrain Bridge, Vancouver
- Belle Isle Access, Richmond
- Baytown LaPorte Bridge, Houston
- Pine Valley Creek Bridge, Kalifornien
- Palmetto Express Way, Miami
- Highway I 75/I 595 Interchange, Fort Lauderdale

## Schriften
- 36 years of bridges, New York 2001
- Buckling of Cable-Stayed Girder Bridges,  Journal of the Structural Division, ASCE, September 1976, S. 1675–1684